# Bemlos achire
Bemlos achire är en kräftdjursart. Bemlos achire ingår i släktet Bemlos och familjen Aoridae. Inga underarter finns listade i Catalogue of Life.